# گوستاو فلوگل

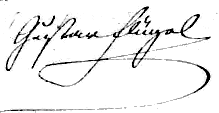
نگاره‌ای از امضای گوستاو لبرشت فلوگل

گوستاو لبرشت فلوگل خاورشناس آلمانی در ۱۸ فوریه ۱۸۰۲ در شهر «بواتزن» آلمان به دنیا آمد و در پنجم ژوئیه ۱۸۷۰ در سن شصت و هشت سالگی در درسدن آلمان از دنیا رفت. او الهیات و فلسفه را در دانشگاه لایپزیگ تحصیل کرد. بعدها او تحصیلات خود را در زبان‌های شرقی در وین و پاریس به کمال رساند. در سال ۱۸۳۲ او به استادی زبان‌های شرقی در مؤسسه «سنت آفر» واقع در شهر «مایسن» منصوب گردید و در سال ۱۸۵۰ استعفا کرد. یک سال بعد به «وین» پایتخت اتریش مهاجرت کرد و به امر فهرست‌برداری از نسخ خطی عربی، ترکی و فارسی مشغول شد.

## صفحات مرتبط
- الفهرست